# Wereldbeker baanwielrennen 2018/2019
De wereldbeker baanwielrennen 2018-2019, vanwege sponsoring ook Tissot wereldbeker baanwielrennen 2018-2019, officieel de Tissot UCI wereldbeker baanwielrennen 2018-2019, is op de wereldkampioenschappen baanwielrennen na het meest prestigieuze evenement in het baanwielrennen in het seizoen 2018-2019. Het is editie 27 van deze competitie en zal over 6 ontmoetingen en ruim 3 maanden plaatsvinden.

## Format
De volgende zes competities tellen mee voor de klassementen:
1. 19-21 oktober:  Saint-Quentin-en-Yvelines
2. 26-28 oktober:  Milton
3. 30 november-2 december:  Berlijn
4. 14-16 december:  Londen
5. 18-20 januari:  Cambridge
6. 25-27 januari:  Hong-Kong

Op elk van deze ontmoetingen zullen een aantal van de onderstaande disciplines verreden worden. De keuze was aan de organisatoren van de afzonderlijke competities om een eigen selectie te maken uit de disciplines die op de wereldkampioenschappen verreden worden. Geen enkele van de organisaties koos ervoor om een individuele achtervolging te organiseren, dus zal er dit jaar geen wereldbekerwinnaar zijn in de individuele achtervolging. De volgende negen disciplines worden dus wel verreden:
| Mannen: 1. Sprint (SP) 2. Teamsprint (TS) 3. Keirin (KE) 4. 1 km individuele tijdrit (TT) 5. 4 km ploegenachtervolging (TP) 6. 15 km scratch (SH) 7. 30 km puntenkoers (PR) 8. omnium (OM) 9. 30 km koppelkoers (MA) | Vrouwen: 1. Sprint 2. Teamsprint 3. Keirin 4. 500 m individuele tijdrit 5. 4 km ploegenachtervolging 6. 10 km scratch 7. 20 km puntenkoers 8. omnium 9. 20 km koppelkoers |

In de volgende tabel is af te lezen welke competities er tijdens welke ontmoetingen plaats zullen vinden:
| Competitie                | SP | TS | KE | TT | TP | SH | PR | OM | MA |       |
| ------------------------- | -- | -- | -- | -- | -- | -- | -- | -- | -- | ----- |
| Saint-Quentin-en-Yvelines | X  | X  | X  |    | X  | X  | X  | X  | X  | [ 3 ] |
| Milton                    | X  | X  | X  |    | X  | X  |    | X  | X  | [ 4 ] |
| Berlijn                   | X  | X  | X  | X  | X  |    |    | X  | X  | [ 5 ] |
| Londen                    | X  | X  | X  |    | X  |    |    | X  | X  | [ 6 ] |
| Cambridge                 | X  | X  | X  |    | X  | X  |    | X  | X  | [ 7 ] |
| Hong-Kong                 | X  | X  | X  |    | X  | X  |    | X  | X  | [ 8 ] |

Na elke competitie wordt er per discipline een klassement opgemaakt. Voor de individuele disciplines wordt de volgende verdeling gebruikt:
| Positie | 1   | 2   | 3   | 4   | 5   | 6   | 7   | 8   | 9   | 10  | 11  | 12  | 13  | 14  | 15  | 16  | 17  | 18  | 19  | 20 | 21 | 22 | 23 | 24 | 25 en verder |
| ------- | --- | --- | --- | --- | --- | --- | --- | --- | --- | --- | --- | --- | --- | --- | --- | --- | --- | --- | --- | -- | -- | -- | -- | -- | ------------ |
| punten  | 500 | 450 | 400 | 375 | 350 | 325 | 300 | 275 | 250 | 225 | 205 | 190 | 175 | 160 | 145 | 130 | 120 | 110 | 100 | 90 | 80 | 70 | 60 | 50 | 1            |

Deze puntentelling wordt verdubbeld in het geval van de ploegenachtervolging en de koppelkoers. Dit puntentotaal wordt verdeeld onder de renners in de ploeg. In het teamsprintklassement worden de bovenstaande punten vermenigvuldigd met 1,5 bij de mannen. Bij de vrouwen blijft het aantal punten per renner gelijk, dus is het totale aantal punten voor de ploeg gelijk aan dat in de bovenstaande tabel.
De renner die de meeste punten weet te verzamelen over alle ontmoetingen wordt uitgeroepen tot de winnaar van de wereldbeker in deze discipline. Als twee renners op gelijke hoogte eindigen, zal de renner met de meeste overwinningen in die discipline hoger worden geklasseerd. Als dezen beide even vaak hebben gewonnen, zal het aantal tweede plaatsen het verschil maken, daarna het aantal derde plaatsen, etc. Indien volgens dit systeem geen verschil kan worden gemaakt, wordt de renner met de beste klassering in de meest recente ontmoeting hoger geplaatst.
Ook wordt er een landenklassement bijgehouden. In dit klassement wordt het land met de hoogste score verzameld door alle renners van dat land tijdens een ontmoeting uitgeroepen tot het beste land van die ontmoeting. Het land dat in alle competities bij elkaar de meeste punten heeft behaald aan het einde van het seizoen is de winnaar van het landenklassement. Ook hier geldt (voor zowel het klassement voor één ontmoeting als het eindklassement): Als twee of meer landen op een gelijke score eindigen, zal het land met de meeste overwinningen gelden. Mocht dat gelijk zijn, wordt het aantal tweede plaatsen geteld. Daarna maakt het aantal derde plaatsen het verschil, etc.

## Saint-Quentin-en-Yvelines

### Mannen

#### Teamsprint
| Rang | Ploeg            | Tijd   | Verschil | Punten |
| ---- | ---------------- | ------ | -------- | ------ |
| 1    | Nederland        | 43.507 |          |        |
| 2    | Frankrijk        | 43.554 | 0.047    |        |
| 3    | Groot-Brittannië | 43.793 | 0.286    |        |
| 4    | Polen            | 43.878 | 0.371    |        |
| 5    | Rusland          | 43.996 | 0.489    |        |
| 6    | Duitsland        | 44.088 | 0.581    |        |
| 7    | Australië        | 44.121 | 0.614    |        |
| 8    | Tsjechië         | 44.316 | 0.809    |        |
| 9    | Wit-Rusland      | 44.810 | 1.303    | 250    |
| 10   | Gazprom Rusvelo  | 44.924 | 1.417    | 225    |
| 11   | Spanje           | 45.095 | 1.588    | 205    |
| 12   | Nieuw-Zeeland    | 45.153 | 1.646    | 190    |
| 13   | Colombia         | 45.201 | 1.694    | 175    |
| 14   | Kazachstan       | 45.568 | 2.061    | 160    |
| 15   | Maleisië         | 45.745 | 2.238    | 145    |

| 1 | Polen            | 43.871 - 43.656 | Rusland   |
| 2 | Groot-Brittannië | 43.840 - 44.227 | Duitsland |
| 3 | Frankrijk        | 43.108 - 43.743 | Australië |
| 4 | Nederland        | 43.011 - 44.373 | Tsjechië  |

| Rang | Ploeg            | Tijd   |
| ---- | ---------------- | ------ |
| 1    | Nederland        | 43.011 |
| 2    | Frankrijk        | 43.108 |
| 3    | Rusland          | 43.656 |
| 4    | Groot-Brittannië | 43.840 |

| Rang | Ploeg     | Tijd   | Punten |
| ---- | --------- | ------ | ------ |
| 5    | Australië | 43.743 | 350    |
| 6    | Polen     | 43.871 | 325    |
| 7    | Duitsland | 44.227 | 300    |
| 8    | Tsjechië  | 44.373 | 275    |

| Finale | Punten | Ploeg 1   | Tijden          | Ploeg 2          | Punten |
| ------ | ------ | --------- | --------------- | ---------------- | ------ |
| Brons  | 400    | Rusland   | 43.771 - 45.171 | Groot-Brittannië | 375    |
| Goud   | 500    | Nederland | 42.939 - 43.566 | Frankrijk        | 450    |

#### Ploegenachtervolging
| Rang | Ploeg                   | Tijd     | Verschil | Punten |
| ---- | ----------------------- | -------- | -------- | ------ |
| 1    | Denemarken              | 3:55.197 |          |        |
| 2    | Nieuw-Zeeland           | 3:55.327 | 0.130    |        |
| 3    | Groot-Brittannië        | 3:55.538 | 0.341    |        |
| 4    | Duitsland               | 3:56.319 | 1.122    |        |
| 5    | Italië                  | 3:56.658 | 1.461    |        |
| 6    | Huub WattBike Test Team | 3:57.916 | 2.719    |        |
| 7    | Frankrijk               | 3:58.234 | 3.037    |        |
| 8    | Rusland                 | 3:59.593 | 4.396    |        |
| 9    | Polen                   | 3:59.942 | 4.745    | 250    |
| 10   | België                  | 4:00.553 | 5.365    | 225    |
| 11   | Zwitserland             | 4:01.230 | 6.033    | 205    |
| 12   | Wit-Rusland             | 4:03.987 | 8.790    | 190    |
| 13   | Track-Team Brandenburg  | 4:08.270 | 13.073   | 175    |
| 14   | Oekraïne                | 4:08.548 | 13.351   | 160    |

| 1 | Huub Wattbike Test Team | 3:53.826 - 3:57.318 | Frankrijk        |
| 2 | Italië                  | 3:53.175 - 4:01.171 | Rusland          |
| 3 | Nieuw-Zeeland           | 3:56.268 - 3:53.353 | Groot-Brittannië |
| 4 | Denemarken              | 3:52.661 - 3:55.303 | Duitsland        |

| Rang | Ploeg                   | Tijd     | Punten |
| ---- | ----------------------- | -------- | ------ |
| 3    | Italië                  | 3:53.175 |        |
| 4    | Huub Wattbike Test Team | 3:53.826 |        |
| 5    | Duitsland               | 3:55.303 | 350    |
| 6    | Nieuw-Zeeland           | 3:56.268 | 325    |
| 7    | Frankrijk               | 3:57.318 | 300    |
| 8    | Rusland                 | 4:01.171 | 275    |

| Finale | Punten | Ploeg 1    | Tijden              | Ploeg 2                 | Punten |
| ------ | ------ | ---------- | ------------------- | ----------------------- | ------ |
| Brons  | 400    | Italië     | 3:53.153 - 3:55.464 | Huub Wattbike Test Team | 375    |
| Goud   | 500    | Denemarken | Denemarken haalt in | Groot-Brittannië        | 450    |

### Vrouwen

#### Teamsprint
| Rang | Ploeg            | Tijd   | Verschil | Punten |
| ---- | ---------------- | ------ | -------- | ------ |
| 1    | Australië        | 32.845 |          |        |
| 2    | Gazprom-Rusvelo  | 33.023 | 0.178    |        |
| 3    | Oekraïne         | 33.411 | 0.556    |        |
| 4    | Frankrijk        | 33.567 | 0.722    |        |
| 5    | Nieuw-Zeeland    | 33.622 | 0.777    |        |
| 6    | Duitsland        | 33.660 | 0.815    |        |
| 7    | Litouwen         | 33.667 | 0.822    |        |
| 8    | Groot-Brittannië | 33.839 | 0.994    |        |
| 9    | Polen            | 33.867 | 1.022    | 250    |
| 10   | Nederland        | 33.938 | 1.093    | 225    |
| 11   | Spanje           | 34.181 | 1.336    | 205    |
| 12   | China            | 34.635 | 1.790    | 190    |
| 13   | Italië           | 34.689 | 1.844    | 175    |
| 14   | Hong Kong        | 34.844 | 1.999    | 160    |
| 15   | Maleisië         | 35.505 | 2.660    | 145    |

| 1 | Frankrijk       | 33.376 - 33.325 | Nieuw-Zeeland    |
| 2 | Oekraïne        | 32.832 - 33.367 | Duitsland        |
| 3 | Gazprom-Rusvelo | 32.758 - DNF    | Litouwen         |
| 4 | Australië       | 32.763 - 33.577 | Groot-Brittannië |

| Rang | Ploeg           | Tijd   |
| ---- | --------------- | ------ |
| 1    | Gazprom-Rusvelo | 32.758 |
| 2    | Australië       | 32.758 |
| 3    | Oekraïne        | 32.832 |
| 4    | Nieuw-Zeeland   | 33.325 |

| Rang | Ploeg            | Tijd   | Punten |
| ---- | ---------------- | ------ | ------ |
| 5    | Duitsland        | 33.367 | 350    |
| 6    | Frankrijk        | 33.376 | 325    |
| 7    | Groot-Brittannië | 33.577 | 300    |
| 8    | Litouwen         | DNF    | 275    |

| Finale | Punten | Ploeg 1         | Tijden          | Ploeg 2       | Punten |
| ------ | ------ | --------------- | --------------- | ------------- | ------ |
| Brons  | 400    | Oekraïne        | 33.095 - 33.477 | Nieuw-Zeeland | 375    |
| Goud   | 500    | Gazprom-Rusvelo | 32.820 - 32.821 | Australië     | 450    |

#### Ploegenachtervolging
| Rang | Ploeg            | Tijd     | Verschil | Punten |
| ---- | ---------------- | -------- | -------- | ------ |
| 1    | Nieuw-Zeeland    | 4:20.154 |          |        |
| 2    | Italië           | 4:20.892 | 0.738    |        |
| 3    | Australië        | 4:21.543 | 1.389    |        |
| 4    | Duitsland        | 4:23.803 | 3.649    |        |
| 5    | Groot-Brittannië | 4:26.190 | 6.036    |        |
| 6    | Frankrijk        | 4:27.607 | 7.453    |        |
| 7    | Rusland          | 4:30.561 | 10.407   |        |
| 8    | China            | 4:30.822 | 10.668   |        |
| 9    | Polen            | 4:31.383 | 11.229   | 250    |
| 10   | Wit-Rusland      | 4:34.996 | 14.842   | 225    |
| 11   | Oekraïne         | 4:35.072 | 14.918   | 205    |

| 1 | Frankrijk        | 4:24.040 - 4:30.398 | Rusland   |
| 2 | Groot-Brittannië | 4:21.526 - 4:29.245 | China     |
| 3 | Italië           | 4:20.035 - 4:18.441 | Australië |
| 4 | Nieuw-Zeeland    | 4:20.143 - 4:21.421 | Duitsland |

| Rang | Ploeg            | Tijd     | Punten |
| ---- | ---------------- | -------- | ------ |
| 3    | Italië           | 4:20.035 |        |
| 4    | Duitsland        | 4:21.421 |        |
| 5    | Groot-Brittannië | 4:21.526 | 350    |
| 6    | Frankrijk        | 4:24.040 | 325    |
| 7    | China            | 4:29.245 | 300    |
| 8    | Rusland          | 4:30.398 | 275    |

| Finale | Punten | Ploeg 1       | Tijden              | Ploeg 2   | Punten |
| ------ | ------ | ------------- | ------------------- | --------- | ------ |
| Brons  | 400    | Italië        | 4:19.428 - 4:21.737 | Duitsland | 375    |
| Goud   | 450    | Nieuw-Zeeland | 4:17.560 - 4:16.957 | Australië | 500    |

Wereldbeker baanwielrennen

1993 ·
1994 ·
1995 ·
1996 ·
1997 ·
1998 ·
1999 ·
2000 ·
2001 ·
2002 ·
2003 ·
2004 ·
2004/2005 ·
2005/2006 ·
2006/2007 ·
2007/2008 ·
2008/2009 ·
2009/2010 ·
2010/2011 ·
2011/2012 ·
2012/2013 ·
2013/2014 ·
2014/2015 ·
2015/2016 ·
2016/2017 ·
2017/2018 ·
2018/2019 ·
2019/2020

Nations Cup

2021 ·
2022 ·
2023 ·
2024 ·